# Dagen
O Dagen (lit. O Dia) é um jornal matutino sueco, de orientação democrata-cristã, publicado de terça a sexta-feira.